# Lego Star Wars: Kroniki Yody
Lego Star Wars: Kroniki Yody (ang. Lego Star Wars: The Yoda Chronicles) – amerykański serial animowany wyprodukowany przez Lego i Lucasfilm. Klockowa wersja słynnej gwiezdnej sagi.
W Polsce pierwsza seria premierowo pokazana została na kanale Cartoon Network (emisja od 22 września 2013). Druga seria premierowo pokazywana była na kanale Disney XD (emisja od 31 maja 2014).

## Fabuła
Darth Sidious ujawnia swój plan stworzenia super broni – wysoko rozwiniętego, potężnego klona nazwanego Jek 14. Ma on pomóc mu pokonać Republikę raz na zawsze. Tylko mistrz Jedi, Yoda i jego młodzi uczniowie, padawani, dzięki wspólnemu działaniu mogą uratować galaktykę. Hrabia Dooku wykorzystuje swojego nowego, udoskonalonego klona do stworzenia armii Jek klonów. Jednak oryginalny Jek-14 nie chce brać udziału w tej niecnej intrydze. Z pomocą starych przyjaciół i dwójki znajomych Droidów, zastępujący mistrza Anakin Skywalker musi poprowadzić klasę Padawanów Yody ku zwycięstwu.

## Wersja oryginalna
- Eric Bauza – Luke Skywalker, Rusty
- Michael Daingerfield – Han Solo, Wedge Antilles
- Anthony Daniels – C-3PO
- Trevor Devall – Imperator Sheev Palpatine, Bib Fortuna, Tion Medon, Salacious Crumb, Jar Jar Binks, Admirał Piett, Admirał Ackbar
- Brian Dobson – JEK-14
- Paul Dobson – Ki-Adi-Mundi
- Heather Doerksen – Princess Leia Organa
- Michael Donovan – Hrabia Dooku, Malakili, Obi-Wan Kenobi, Wampa Senator, Doktor Evazan
- Brian Drummond – Bobby, Gamorrean Guard, Jabba the Hutt, Watto
- Andrew Francis – Komandor Cody, Cad Bane, Bail Organa
- Adrian Holmes – Mace Windu
- Tom Kane – Yoda, Narrator, Qui-Gon Jinn
- Kelly Metzger – Vaash Ti
- Kirby Morrow – Generał Grievous, Anakin Skywalker
- Trish Pattendon – Asajj Ventress
- Matt Sloan – Darth Vader
- Tabitha St. Germain – Bene, DM, Twi Badawans, Młody Lando Calrissian
- Lee Tockar – Darth Maul, Nute Gunray
- Samuel Vincent – Młody Obi-Wan Kenobi, Rako
- Billy Dee Williams – Lando Calrissian

## Wersja polska
Wersja polska: Studio Sonica

Dialogi: Dorota Nowak

Wystąpili:
- Mariusz Czajka – Yoda
- Artur Dziurman – Mace Windu
- Grzegorz Wons –
  - Palpatine / Darth Sidious
  - C-3PO
- Zbigniew Konopka – Hrabia Dooku
- Jacek Czyż – Generał Grievous
- Dorota Furtak – Bene
- Michał Głowacki –
  - Rako,
  - Malakili
- Agnieszka Kudelska – Vaash-Ti
- Rafał Fudalej – Bobby
- Paweł Ciołkosz –
  - Sith Klon nr 14 – Jek,
  - Bib Fortuna,
  - Darth Maul
- Bartłomiej Magdziarz –
  - Han Solo,
  - Lando Calrissian
- Mieczysław Morański – Ackbar
- Jerzy Dominik – Klony
- Wojciech Chorąży – Lindo
- Tomasz Bednarek – Anakin Skywalker
- Jarosław Domin – Obi-Wan Kenobi
- Wojciech Szymański –
  - Ki-Adi-Mundi,
  - Chi-Gon
- Jan Aleksandrowicz-Krasko –
  - Droidy,
  - Gunray
- Brygida Turowska – Ventress
- Marcin Troński – Bane

i inni

## Spis odcinków
| Światowa premiera | Polska premiera | Nr | Polski tytuł              | Angielski tytuł             |
| ----------------- | --------------- | -- | ------------------------- | --------------------------- |
| SERIA PIERWSZA    |                 |    |                           |                             |
|                   |                 |    |                           |                             |
| 29.05.2013        | 22.09.2013      | 01 | Złowieszczy klon          | The Phantom Clone           |
|                   |                 |    |                           |                             |
| 04.09.2013        | 24.11.2013      | 02 | Groźba Sithów             | Menace of Sith              |
|                   |                 |    |                           |                             |
| 27.11.2013        | 22.12.2013      | 03 | Atak Jedi                 | Attack of the Jedi          |
| SERIA DRUGA       |                 |    |                           |                             |
|                   |                 |    |                           |                             |
| 04.05.2014        | 31.05.2014      | 04 | Ucieczka ze świątyni Jedi | Escape from the Jedi Temple |
|                   |                 |    |                           |                             |
| 11.06.2014        | 02.08.2014      | 05 | Wyścig po Holocrony       | Race for the Holocrons      |
|                   |                 |    |                           |                             |
| 06.09.2014        | 20.09.2014      | 06 | Nalot na Coruscant        | Raid on Coruscant           |
|                   |                 |    |                           |                             |
| 19.11.2014        | 29.11.2014      | 07 | Awantura rodzinna         | Clash of the Skywalkers     |